# Arcyptera microptera
Arcyptera microptera är en insektsart som först beskrevs av Fischer von Waldheim 1833.  Arcyptera microptera ingår i släktet Arcyptera och familjen gräshoppor.

## Underarter
Arten delas in i följande underarter:
- A. m. microptera
- A. m. karadagi
- A. m. macedonica
- A. m. transcaucasica
- A. m. turanica
- A. m. altaica
- A. m. crassiuscula
- A. m. elbursiana
- A. m. insularis
- A. m. jailensis
- A. m. carpentieri

## Bildgalleri

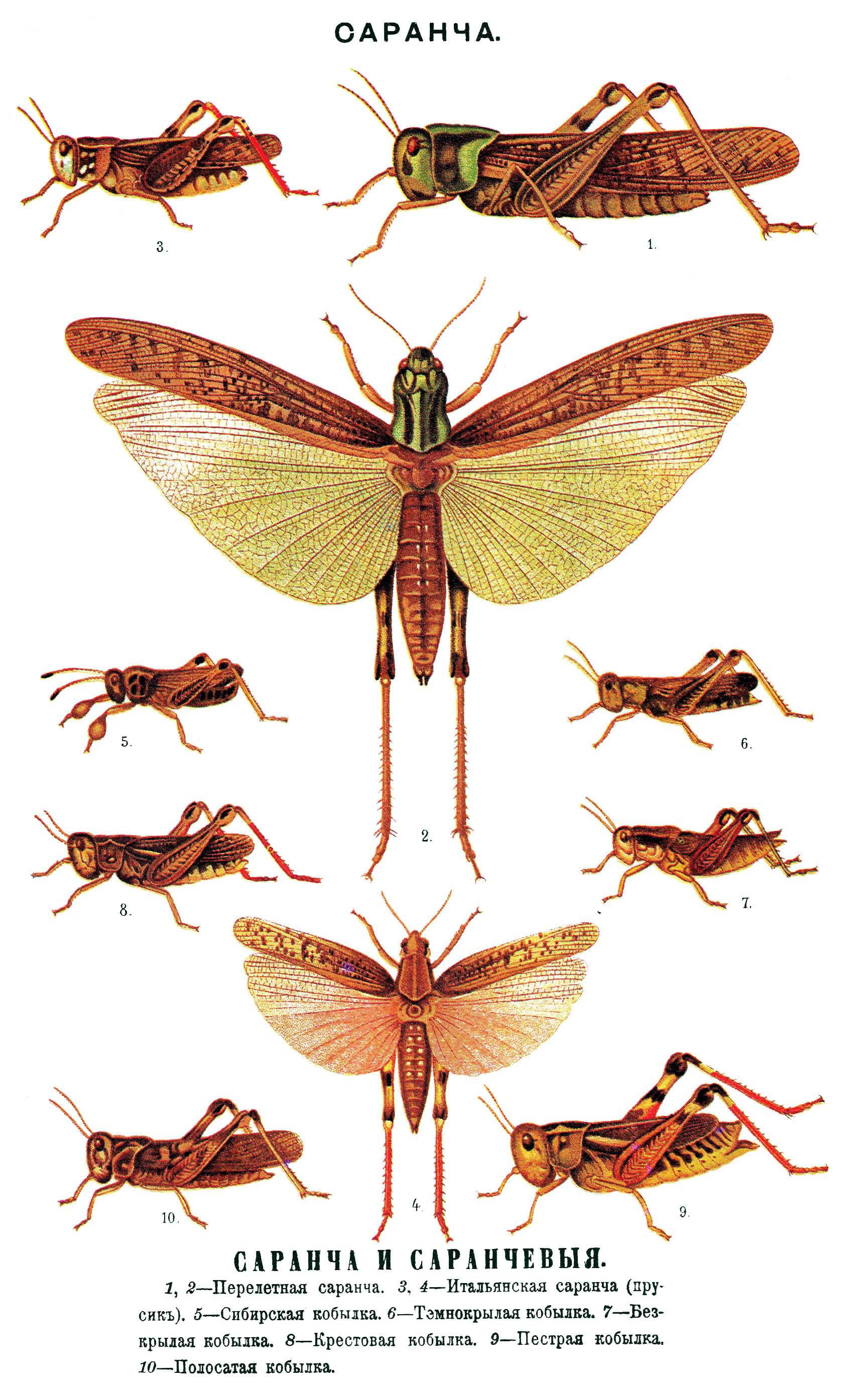